# 所沢市内循環バス
所沢市内循環バス（ところざわしないじゅんかんバス）は、埼玉県所沢市が運行するコミュニティバスである。愛称は「ところバス」。1998年5月1日運行開始。西武バス所沢営業所が全路線の運行を受託している。また、2021年4月1日にワゴン車タイプの「ところワゴン」も運行を開始した。こちらは西武ハイヤー所沢営業所が全路線の運行を受託している。

## ところバス

### 概要
所沢市内には多数の幹線道路や市道などの生活道路が存在する。各方面から往来する一般自動車による道路渋滞により一般路線バスの定時運行が難しくなり、路線バスの廃止や短縮などを余儀なくされていた。こうして路線バスが廃止された道路沿いの住民からのバス復活要望や、一般路線バスが運行できない狭隘道路などの「交通空白地域」からも何らかの形でバスを走らせてほしいとの陳情が市役所に多く寄せられていた。そこで市で検討し、市役所はじめ主要官公庁の集まる西武新宿線航空公園駅を起点に、1998年に東西の2路線が開業したのが始まりである。その後、路線の追加・統合を経て、現在の運行形態となる。
2018年10月からは初の市外（県外）乗り入れとして、所沢市と東村山市が協定を結び、南路線（吾妻循環コース）で東京都東村山市の西武遊園地駅へ乗り入れの実証運行を開始した。その後、実証運行の結果が振るわなかったことから、2020年3月をもって東村山市域への乗り入れを廃止し、同年4月1日より西武園駅から遊園地西駅へ直行する東村山市域乗り入れ前のルートに戻ることが発表された。また同日より全路線で運賃改定を行い、現金運賃で最大10円、IC運賃で3円から5円の引き上げとなった。

### 運行内容
年末年始（12月29日〜1月3日）は運休となる。
運賃は、地域を走る西武バスの一般路線バスに準じており、中乗り後払い式。
- 一部区間を除き、初乗り100円。上限額270円。小児半額。6歳未満は同伴者1人につき2人まで無料。
- 2008年（平成20年）4月から、毎月22日は100円均一運賃（小児50円）で乗車できる。
- 運賃支払いは現金、西武バスの一般回数券、PASMO・Suica・交通系ICカードが利用可。
- 各種乗車証制度あり。障害者手帳提示により、市外在住障害者は、半額となる（大人・小児とも）（取り扱いは一般路線バスに準じる）。
- ところワゴンと共通の1日乗車券が車内で一般500円、特別[5]200円で販売されている（支払いは現金のみ）。

航空公園駅発着ダイヤのうち、日中に食事休憩や中休が組まれている場合、運用車両は所20-1：所沢駅西口 - 並木通り団地線沿線にある「北御幸町」バス停そばの専用待機場に入る。夜間は西武バス所沢営業所に入庫する。

### 沿革
- 1998年
  - 5月1日：東路線、西路線が運行開始。
- 1999年
  - 4月1日：南路線、北路線が運行開始。おおむね1km程度以内の初乗り運賃を100円に値下げ。
- 2004年
  - 11月1日：路線再編を行う。
    - 従来の東路線の一部経路を変更し、「東路線 航空公園駅循環コース」とする。
    - 従来の西路線の一部経路を変更する。
    - 従来の南路線の一部経路を変更し、「南路線 航空公園駅循環コース」とする。
    - 従来の北路線の一部経路を変更する。
    - 「南路線 所沢駅循環コース」が運行開始。
    - 「東路線 東所沢駅循環コース」が運行開始。
- 2009年9月28日：ルート及び運行ダイヤ改正。
- 2013年10月1日：ルート及び運行ダイヤ改正。西路線2路線を統合、柳瀬循環コースで一部ルート変更。
- 2017年1月4日：西ルートのルート及び運行ダイヤ改正、「こどもと福祉の未来館」への乗り入れ開始。
- 2018年
  - 10月1日
    - 全路線のダイヤ改正。吾妻循環、柳瀬循環、富岡循環でルート変更。
    - 吾妻循環の一部区間での東京都東村山市への乗り入れ実証運行を開始[1]。
- 2020年
  - 3月31日：東村山市への乗り入れ実証運行が不調に終わったことから、調整期間を経てこの日をもって乗り入れ終了[1][4]。
  - 4月1日：全路線で運賃を改定[3][4]。
- 2022年
  - 2月1日：経路上の「七曲り」バス停付近を通行する児童の安全対策のため、松井循環コース左回り第1便のみ運行ダイヤ改正。
  - 4月1日
    - 西路線を「新所沢・狭山ヶ丘コース」に改称、経路変更、運行ダイヤ改正。新たに区間便を設定。
    - 南路線内の2停留所の名称を変更。

- 2023年
  - 4月1日：「ところワゴン」の路線新設により東路線「柳瀬循環コース」を「柳瀬コース」に改称[6]、経路変更[7]、運行ダイヤ改正。

- 2024年
  - 5月13日：「EVところバス」の出発式を所沢市役所で実施[8]。
  - 10月1日：「ところワゴン」の路線新設により北路線「富岡循環コース」を廃止、西路線に「向陽町・北中コース」「航空公園駅～新所沢駅東口」を新設、路線記号を導入、東路線「松井循環コース」経路変更、停留所名改称、運行ダイヤ改正[9]。

### 現行路線
※主なバス停名を記載。
［A］東路線（柳瀬コース）
- 航空公園駅 → パークタウン所沢警察署前 → 秩父学園入口 → こぶし町中央 → 牛沼 → 観光情報・物産館 → 東所沢駅 → 亀ヶ谷公園 → やなせ荘入口 → 卸売市場 → 亀ヶ谷公園 → 東所沢駅
- 東所沢駅 → 亀ヶ谷公園 → やなせ荘入口 → 卸売市場 → 亀ヶ谷公園 → 東所沢駅
- 東所沢駅 → 亀ヶ谷公園 → やなせ荘入口 → 卸売市場 → 亀ヶ谷公園 → 東所沢駅 → 観光情報・物産館 → 牛沼 → こぶし町中央 → 秩父学園入口 → パークタウン所沢警察署前 → 航空公園駅

［B］東路線（松井循環コース）
- 航空公園駅 - パークタウン所沢警察署前 - 秩父学園入口 - こぶし町中央 - 鶴亀園南 - 東所沢駅 - 観光情報・物産館 - 和田南会館 - 松戸橋 - 西武秋津団地 - 保健センター - 市民医療センター - 航空公園南 - 航空公園駅
- 航空公園駅 → パークタウン所沢警察署前 → 秩父学園入口 → こぶし町中央 → 鶴亀園南 → 東所沢駅(左回り第1便のみ、土曜・日曜・祝日運休）

［C］西路線（新所沢・狭山ヶ丘コース）
- 航空公園駅 - 防衛医大病院前 - リハビリテーションセンター - こどもと福祉の未来館 - 泉町 - 新所沢駅西口 - 新所沢コミュニティセンター - 小手指駅北口
- 新所沢駅西口 - 新所沢コミュニティセンター - 小手指駅北口
- 新所沢駅西口 - 新所沢コミュニティセンター - 小手指駅北口 - 吉祥院前 - 狭山ヶ丘駅東口(上下第1便は土曜・日曜・祝日運休）

［D］西路線（向陽町・北中コース）
新所沢駅西口 - 向陽町 - 北中三丁目 - 小手指駅北口
［E］南路線（吾妻循環コース）
保健センター - 所沢駅西口 - 吾妻 - 吾妻橋 - 吾妻まちづくりセンター - 競輪場入口 - 西武園駅  - 西武園ゆうえんち駅 - 山口城跡 - 下山口駅入口 - 小手指南 - 上新井 - 西所沢駅入口 - 金山町五丁目 - 中央公民館 - 保健センター 
［F］南路線（山口循環コース）
航空公園駅 - 防衛医大病院前 - リハビリテーションセンター - ところ荘入口 - 中央公民館 - 金山町五丁目 - 西所沢駅入口 - 上新井  - 小手指南 - 下山口駅入口 - 山口城跡 - 高橋 - 上山口 - 椿峰ニュータウン - 瑞岩寺前- 春の台公園 - 吾妻まちづくりセンター - 吾妻橋 - 吾妻 - 所沢駅西口 - 保健センター - 市民医療センター - 航空公園南 - 航空公園駅
［G］西路線（航空公園駅～新所沢駅東口）
航空公園駅 - リハビリテーションセンター - 新所沢駅東口

### 過去の路線
西路線（新所沢・三ヶ島コース）
航空公園駅 - 防衛医大病院前 - リハビリテーションセンター - こどもと福祉の未来館 - 泉町 - 新所沢駅西口 - 新所沢コミュニティセンター - 小手指駅北口 - 吉祥院前 - 狭山ヶ丘駅東口 - JA三ヶ島支店北 - 三ヶ島まちづくりセンター - 芸術総合高校 - 狭山湖口 - 西埼玉中央病院 - 狭山ヶ丘駅西口
- 2022年3月31日の運行をもって狭山ヶ丘駅東口～狭山ヶ丘駅西口が廃止となり、航空公園駅～狭山ヶ丘駅東口は「新所沢・狭山ヶ丘コース」に改称された[10]。

東路線（柳瀬循環コース）
航空公園駅 - パークタウン所沢警察署前 - 秩父学園入口 - 道傍公園 - 所沢ニュータウン - 中富角 - エステシティ所沢 - 柳瀬民俗資料館 - やなせ荘入口 - 柳瀬公民館入口 - 東所沢駅 - 東部クリーンセンター - 秩父学園入口 - パークタウン所沢警察署  - 航空公園駅
- 2023年3月31日の運行をもって運行形態が変更され、「柳瀬コース」に改称された[11]。

北路線（富岡循環コース）
航空公園駅 - 防衛医大病院前 - リハビリテーションセンター - こどもと福祉の未来館 - 新所沢駅西口 - 向陽町 - 北岩岡 - 富岡公民館 - ネオポリス中央 - JA富岡支店前 - 下富公民館 - 所沢リハビリテーション病院 - 所沢ニュータウン - 並木通り団地 - 新所沢駅東口 - リハビリテーションセンター - 防衛医大病院前 - 航空公園駅
- 2024年9月30日の運行をもって運行形態が変更され、新所沢駅以西は「ところワゴン」に代替された。
- 新所沢駅東口～航空公園駅間は、西路線の別系統として新設された。

### 車両
全車両が車椅子乗車に対応しているが、一部のバス停留所では安全上の理由から車椅子での乗降ができない。

### 現行車両
全路線で、日野自動車製の小型車が使用されているほか、新所沢・狭山ヶ丘コースではBYD製EVバスも使用されている。
- 日野・リエッセ
- 日野・ポンチョ
- BYD・J6

### 過去の車両
| 過去の車両小型車に混じって運用に入った中型車  |  | 伊豆箱根バスに移籍後にアニメ作品のラッピングを施された元ところバス中型車 |
| 過去の車両 小型車に混じって運用に入った中型車 |  | 伊豆箱根バスに移籍後にアニメ作品のラッピングを施された元ところバス中型車 |

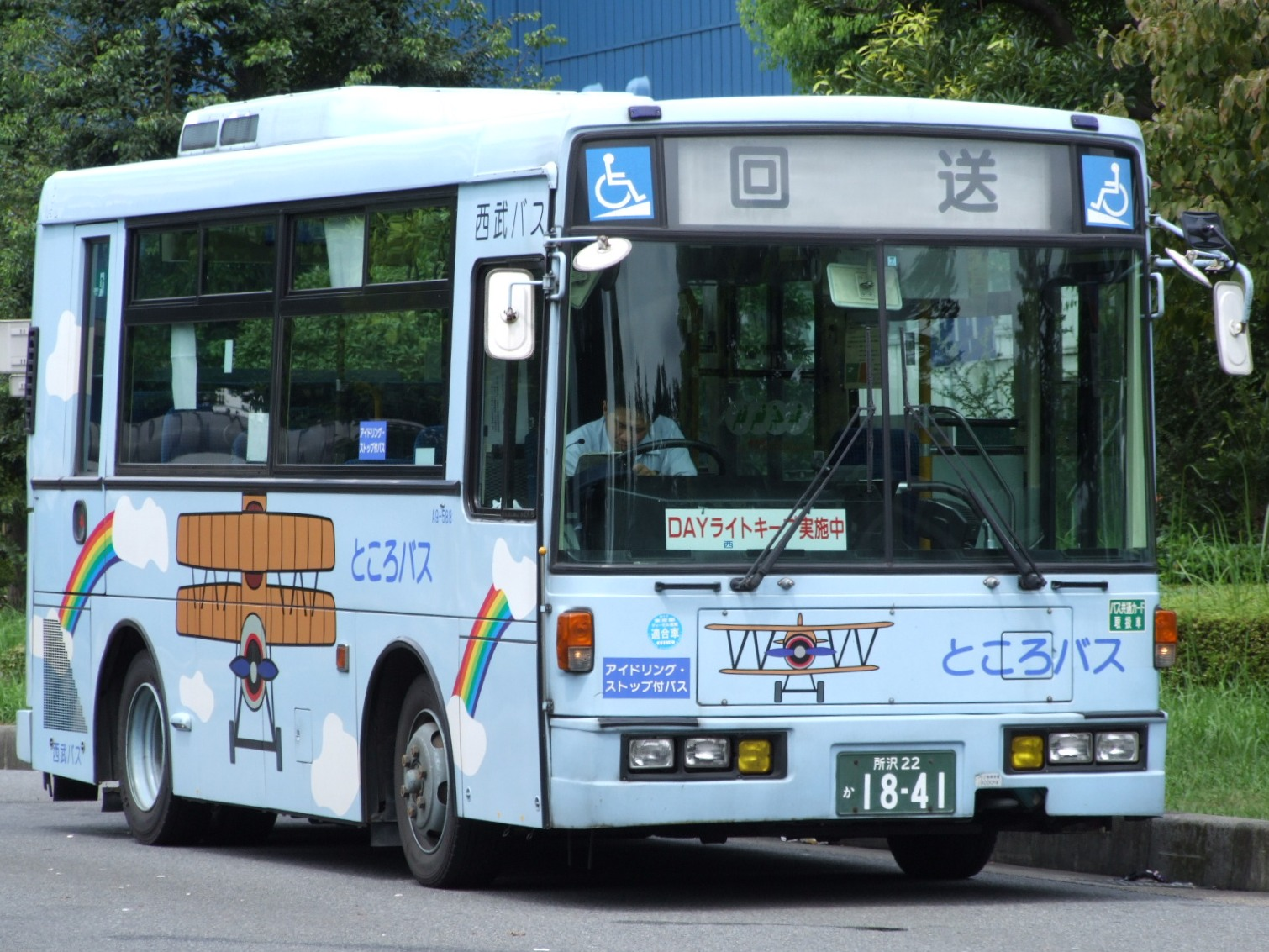
過去の小型車

- 運行開始時の専用車両は、日産ディーゼル・RNであった。
- 以前は西路線のみ、中型車の日産ディーゼル・スペースランナーRMが2台使用されていたが、車両老朽化と「こどもと福祉の未来館」乗り入れに伴い、2017年に小型車に変更され、2台とも伊豆箱根バス三島営業所に転属した。
  - うち1台はライオンズカラーに塗装変更。
  - もう1台は元のスカイブルーの車体を生かして、アニメ作品のラッピングが施された。

## ところワゴン

### 概要
所沢市では交通不便地域の解消に向け「ところバス」を運行してきたが、路線の見直しを行ってきた結果、コースが肥大化し、増便が図れない等、依然として公共交通を利用しづらい地域（公共交通不便地域）が点在していた。そこで、地域の需要に応じたきめ細やかな公共交通を整備するため、地域住民と協働のもと、ワゴンタイプの小型車両を使用した新たな交通手段である「ところワゴン」の運行を開始することとなった。2019年2月の所沢市地域公共交通会議から「ところバス」に代わる新たな交通手段を協議・検討を重ねた。会議では2020年11月に運行の指針、運賃、利用方法などが提示され、現在の実証運行に至る。
2021年4月1日から西武池袋線狭山ヶ丘駅を起終点に、三ヶ島地区を循環する2路線が実証運行を開始した。運行開始直後は先着100名に所沢市のオリジナルグッズを配布した。2022年11月30日には若狭・三ヶ島ルートを分割して3路線に改め、経路と運行ダイヤの変更を行った。2024年4月1日、一定の利用者が確認できたことから、停留所を増設しダイヤ改正、本格運行に入った。
2023年3月7日からはJR武蔵野線東所沢駅を起終点に、柳瀬地区を循環する2路線の実証運行を開始した。
2023年5月27日からは西武新宿線新所沢駅を起点に、富岡地区を循環する2路線の実証運行を開始した。2024年10月1日からは「ところバス」北路線の廃止を受けて改編を行い、3路線としたうえで実証運行を行っている。

### 運行内容
年末年始（12月29日〜1月3日）は運休となる。若狭コースは土曜・日曜・祝日も運休となる。
運賃は均一制・前払いとなっている。
- 1回大人200円、小児100円。未就学児は同伴者1人につき2人まで無料で3人目からは1人につき100円。1歳未満の乳児は無料。
- 運賃支払いは現金のみ。
- 各種乗車証制度あり。障害者手帳提示により、市外在住障害者は、大人 100円、小児 50円となる。
- 毎月22日は100円（小児50円）で乗車できる。
- ところバスと共通の1日乗車券が車内で一般500円、特別[5]200円で販売されている。

狭山ヶ丘駅発着の路線は、1便の運行が終わるごとに、ロータリーから約150m離れた武蔵藤沢駅寄りにある西武ハイヤーの待機場に入庫し、次の便の発車時刻が近づくと待機場から出庫する。

### 沿革
- 2021年
  - 4月1日：林・糀谷ルート、若狭・三ヶ島ルートの実証運行開始。

- 2022年
  - 2月下旬：林・糀谷ルート「和ヶ原三丁目」停留所を移設[21][22]。
  - 11月30日：経路ならびに時刻変更。若狭・三ヶ島ルートを「若狭ルート」「三ヶ島ルート」の2路線に分割。林・糀谷ルート「和ヶ原二丁目」停留所を移設。4停留所新設、2停留所廃止[15]。

- 2023年
  - 3月7日：日比田・南永井ルート、本郷・坂之下ルートの実証運行開始。
  - 5月27日：下富直通ルート、北岩岡経由ルートの実証運行開始。

- 2024年
  - 4月1日：林・糀谷ルート、若狭ルート、三ヶ島ルートが本格運行に移行し停留所「三ヶ島グランド」を新設。
  - 10月1日：下富直通ルートを「ネオポリスルート」、北岩岡経由ルートを「北岩岡ルート」に改称、「多門院ルート」を新設。

### 現行路線
※主なバス停名を記載。
林・糀谷ルート(2代)
- 狭山ヶ丘駅西口 - 和ヶ原商店街 - 和ヶ原二丁目 - 林一丁目 - 糀谷中央 - 堀之内 - 三ヶ島保育園 - 三ヶ島まちづくりセンター - 十三区集会所前 - 和ヶ原商店街 - 狭山ヶ丘駅西口（9時台～16時台）
- 狭山ヶ丘駅西口 - 狭山ヶ丘二丁目 - 和ヶ原二丁目 - 林一丁目 - 糀谷中央 - 堀之内 - 三ヶ島保育園 - 三ヶ島まちづくりセンター - 十三区集会所前 - 狭山ヶ丘二丁目 - 狭山ヶ丘駅西口（7時台、8時台、17時台、18時台）

2022年11月30日運行開始。7時台から18時台まで、毎時1便ずつ計12便の運転。所要時間30～37分。これまで片方向のみの運転であったものを両方向の交互運行に変更し、奇数時は林一丁目先回り、偶数時は三ヶ島まちづくりセンター先回りとして運転する。9時台から16時台までの運行ではいずれも和ヶ原商店街を経由する。
三ヶ島ルート
狭山ヶ丘駅西口 → 若狭 → 和ヶ原商店街 → 三ヶ島中学校 → 芸術総合高校前 →  大日堂南 → 三ヶ島まちづくりセンター → 和ヶ原商店街 → 若狭 → 狭山ヶ丘駅西口（9時台～16時台）
狭山ヶ丘駅西口 → 若狭 → 三ヶ島中学校 → 芸術総合高校前 →  大日堂南 → 三ヶ島まちづくりセンター → 若狭 → 狭山ヶ丘駅西口（7時台、8時台、17時台、18時台）
2022年11月30日運行開始。7時台から18時台まで、毎時1便ずつ計12便の運転。所要時間32～37分。若狭・三ヶ島ルートを改変し、主に三ヶ島地区を循環する。9時台から16時台までの運行では和ヶ原商店街を経由する。
若狭ルート
狭山ヶ丘駅西口 → 若狭一丁目 → グリーンヒル入口 → 西埼玉中央病院 → グリーンヒル入口 → 若狭一丁目 → 狭山ヶ丘駅西口
2022年11月30日運行開始。8時台から17時台まで、毎時1便ずつ計10便の運転。所要時間20分。狭山ヶ丘駅から西埼玉中央病院にアクセスする路線であり、往復で1便の扱いになっている。2022年11月29日まで運転された若狭・三ヶ島ルートの一部を踏襲している。西埼玉中央病院での小手指駅方面への西武バスとの接続は考慮されていない。
日比田・南永井ルート
東所沢駅 → サクラタウン東 → エステシティ中央 → 窪野 → 柳瀬まちづくりセンター → サクラタウン東 → 東所沢駅
2023年3月7日運行開始。東所沢駅7時20分発から17時55分発まで、70分間隔で計10便の運転。所要時間47分。片方向のみの運転で、東所沢駅の北側のエリアを循環して中富地区まで乗り入れる。一部区間で、埼玉県三芳町との境を運行する。
本郷・坂之下ルート
東所沢駅 → 名古屋 → 東福寺 → 柳瀬まちづくりセンター → 東所沢病院 → 東福寺 → 名古屋 → 東所沢駅
2023年3月7日運行開始。東所沢駅7時10分発から17時50分発まで、65～80分間隔で計10便の運転。所要時間59分。片方向のみの運転で、東所沢駅の東側・南側のエリアを循環する。
ネオポリスルート
新所沢駅東口 → 花園三丁目 → ラーク所沢 → 富岡まちづくりセンター → ネオポリス北 → ラーク所沢 → 花園三丁目 → 新所沢駅東口
2024年10月1日運行開始。新所沢駅東口7時13分発から18時3分発まで、45～145分間隔で計8便の運転。所要時間30分。片方向のみの運転で、ところバス「富岡循環コース」の一部を踏襲している。
北岩岡ルート
新所沢駅西口 → 向陽町 → 北岩岡 → 富岡まちづくりセンター → ネオポリス北 → 新所沢清和病院 → 下富片側 → ネオポリス北 → 富岡まちづくりセンター → 北岩岡 → 向陽町 →新所沢駅東口
2024年10月1日運行開始。新所沢駅西口9時発から14時55分発まで、80～110分間隔で計4便の運転。所要時間55分。片方向のみの運転で、ところバス「富岡循環コース」の一部を踏襲し「向陽町・北中コース」と重複区間がある。
多門院ルート
新所沢駅東口 → 花園二丁目 → 並木通り団地 → 所沢ニュータウン → 下富公民館 → 多門院前 → 所沢リハビリテーション病院 → 所沢ニュータウン → 並木通り団地 →  花園二丁目 → 新所沢駅東口
2024年10月1日運行開始。新所沢駅西口8時30分発から15時30分発まで、180～240分間隔で計3便の運転。所要時間65分。片方向のみの運転で、ところバス「富岡循環コース」の一部を踏襲している。

### 過去の路線
※主なバス停名を記載。
林・糀谷ルート(初代)
- 狭山ヶ丘駅西口 → 狭山ヶ丘二丁目 → 十三区集会所 → 糀谷中央 → 堀之内 → 三ヶ島保育園 → 三ヶ島まちづくりセンター → 十三区集会所前 → 和ヶ原二丁目 → 狭山ヶ丘駅西口

2021年4月1日から2022年11月29日まで、和ヶ原商店街付近を除いた現在の林・糀谷ルートを片方向に毎時1便、1日12便運行していた。

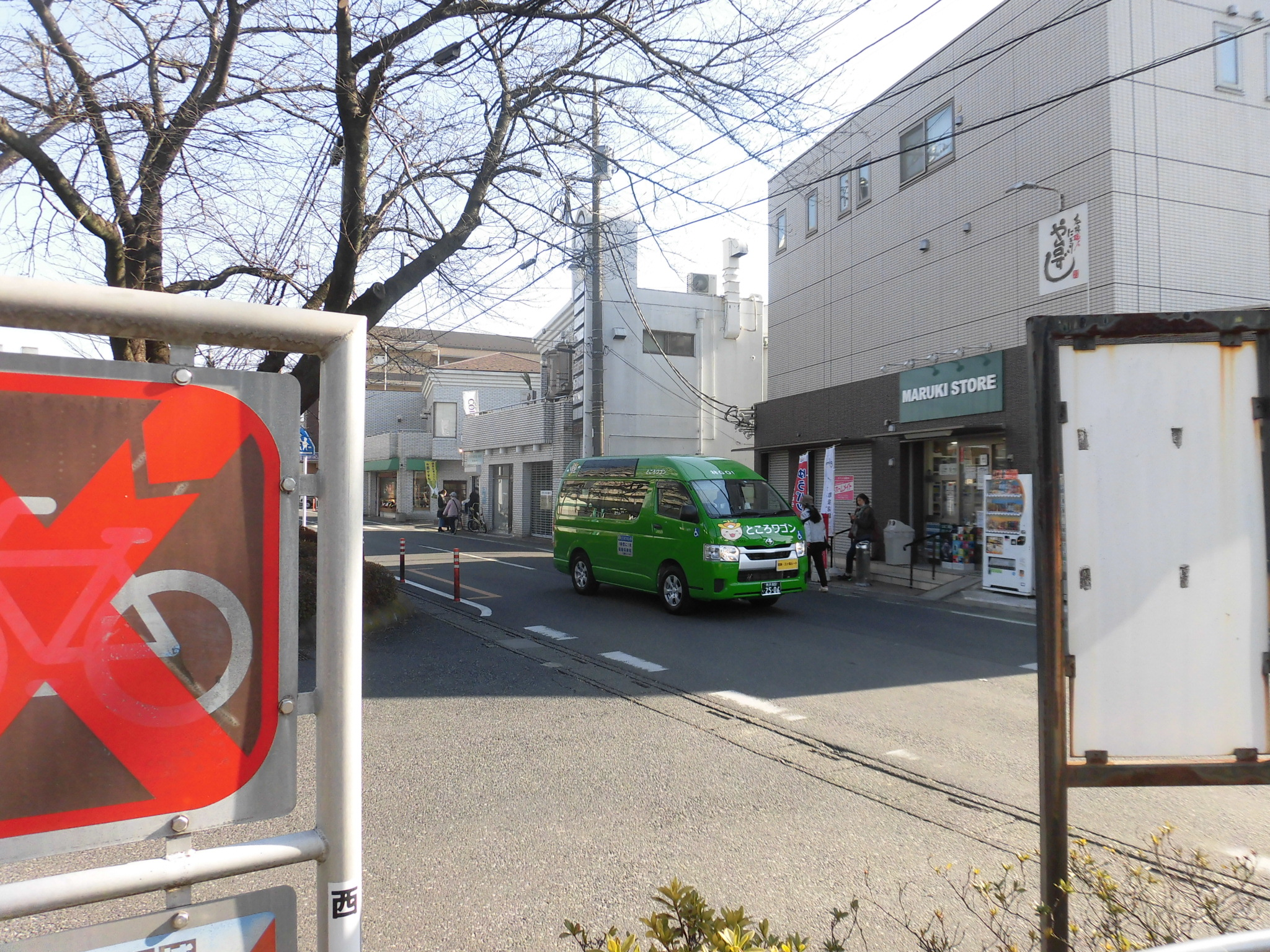
ところワゴンの車両(2022年2月、狭山ヶ丘駅西口)

若狭・三ヶ島ルート
- 狭山ヶ丘駅西口 → 若狭 → 若狭四丁目 → 西埼玉中央病院 → 若狭四丁目 → 三ヶ島中学校 → 芸術総合高校前[23] → 大日堂南 → 三ヶ島まちづくりセンター → 若狭 → 狭山ヶ丘駅西口

2021年4月1日から2022年11月29日まで、片方向に毎時1便、1日12便運行していた。2022年11月30日、若狭ルートと三ヶ島ルートに分割された。

### 車両
全車両が車椅子での乗降に対応している。また、ベビーカーを折りたたんで持ち込むこともできる。路線によって車体の色は異なる。
全路線で、トヨタ製のワゴン車が使用されている。
- トヨタ・ハイエース